# Echinomacrurus
Echinomacrurus es un género de peces actinopterigios de la  familia Macrouridae y de la orden de los gadiformes.

## Especies
- Echinomacrurus mollis Roule, 1916
- Echinomacrurus occidentalis Iwamoto, 1979

- Datos: Q3104692
- Especies: Echinomacrurus